# Alumínium-klorid
Az alumínium-klorid az alumínium klórral alkotott vegyülete, kloridja. Képlete AlCl3. Fehér színű kristályokat alkot. Már alacsonyabb hőmérsékleten is párolog. 180 °C-on szublimál, ezért csak nagyobb nyomáson lehet megolvasztani. Erősen higroszkópos, magába szívja a levegő nedvességét és sűrű folyadékká alakul. Jól oldódik vízben. Szerves oldószerek (például alkohol, éter, aceton) is jól oldják. Vizes oldatából a hexahidrátja (AlCl3 · 6 H2O) kristályosítható ki.

## Szerkezete

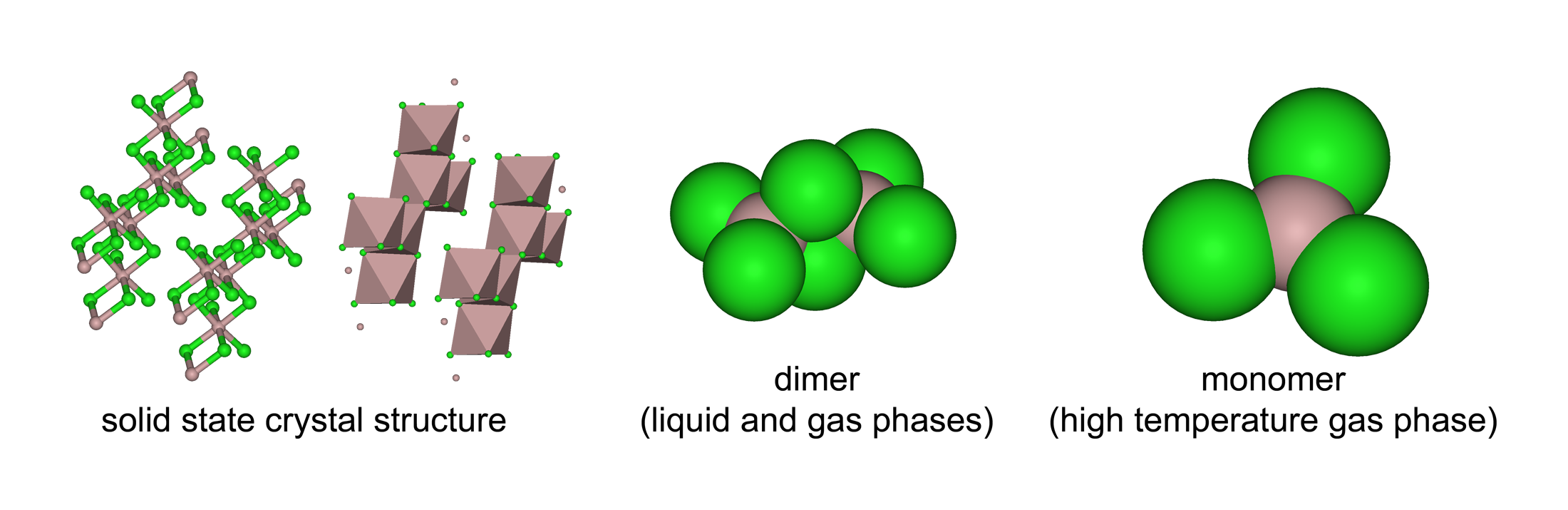
Az alumínium-klorid kristályrácsának, dimer molekuláinak és monomer molekulájának szerkezete

Az alumínium-klorid monomer AlCl3 molekulái elektronhiányosak, ezért instabilak. Ezek a molekulák könnyen dimerizálódnak, ekkor Al2Cl6 dimer molekulák keletkeznek. Az alumínium-klorid gőzei körülbelül 700 °C hőmérsékletig tartalmaznak ilyen molekulákat, magasabb hőmérsékleten a molekulák disszociálnak. Ezek a molekulák két AlCl4 tetraéderből épülnek fel, a két tetraéder egyik éle közös. Ha a molekulák kristályrácsba rendeződnek, deformálódnak. A szilárd alumínium-klorid kristályt lazán összekapcsolódó AlCl6 oktaéderek építik fel.

## Kémiai tulajdonságai
A vegyület víz hatására hidrolizál, vizes oldata savas kémhatású.
{\displaystyle \mathrm {AlCl_{3}+3\ H_{2}O\rightleftharpoons Al(OH)_{3}+3\ HCl} }
A képződő alumínium-hidroxid vízben rosszul oldódik, csapadékként válik ki. Emiatt az oldat zavaros lesz. A töményebb oldat a fejlődő hidrogén-klorid miatt füstölög. Addíciós vegyületeket képez ammóniával, kén-dioxiddal és sok szerves vegyülettel.

## Előállítása
Vízmentes alumínium-kloridot úgy állítanak elő, hogy alumíniumreszeléket reagáltatnak klórral. A reakció nyersanyaga drága, ezért leginkább timföldból állítják elő szén-monoxid és klórgáz, illetve az ezekből képződő foszgén segítségével.
{\displaystyle \mathrm {3\ CO+3\ Cl_{2}\rightarrow 3\ COCl_{2}} }
{\displaystyle \mathrm {Al_{2}O_{3}+3\ COCl_{2}\rightarrow 2\ AlCl_{3}+3\ CO_{2}} }
Timföld helyett bauxit is használható, de a bauxitból előállított alumínium-klorid gyakran vasat tartalmaz. A vegyület vizes oldatát alumínium-hidroxidból állítják elő sósavval.

## Felhasználása
Szerves kémiai szintézisekben a Friedel–Crafts-reakciók katalizátora. Katalizátorként alkalmazzák műgyanták, műanyagok, gumi és kenőanyagok gyártásakor. Sok kondenzációs reakciót gyorsít. Izzadás elleni szereket is készítenek belőle.